# Hauptstadion Aachen
Das Hauptstadion ist ein Reitstadion im Sportpark Soers in Aachen. Der 150 × 120 Meter große Innenraum ist der Austragungsort der Springwettkämpfe.

## Geschichte
Mit zirka 40.000 Zuschauern ist das Hauptstadion eines der größten Reitstadien der Welt. Besitzer ist der Aachen-Laurensberger Rennverein. Zusammen mit dem Dressurstadion (Dressurreiten), der Albert-Vahle-Halle (Voltigieren) und dem Fahrstadion bildet es das Turniergelände des CHIO, das jährlich ca. 576.000 Besucher in die Aachener Soers lockt. Das modernisierte Springreitstadion wurde am 23. August 2005 mit dem Großen Preis von Aachen eröffnet. Als erste Siegerin durfte sich die deutsche Reiterin Meredith Michaels-Beerbaum in die Siegerlisten eintragen.

### CHIO
Der CHIO Aachen ist ein seit 1924 in Aachen stattfindendes internationales Pferdesport-Turnier (Concours Hippique International Officiel). Nach dem Reglement der Internationalen Reiterlichen Vereinigung (FEI) darf jedes Land nur einen CHIO austragen. Somit ist der CHIO Aachen die einzige Veranstaltung ihrer Art in Deutschland. Veranstalter ist der Aachen-Laurensberger Rennverein, welcher 1898 gegründet wurde. Austragungsort ist das Reitstadion im Sportpark Soers. Neben der Bezeichnung gemäß der Nomenklatur für Turniere wird der CHIO seit 1992 unter dem selbstgewählten Namen Weltfest des Pferdesports ausgetragen.

### Open Air Pop Festival
Vom 10. bis 12. Juli 1970 kamen rund 50.000 Besucher ins Reitstadion zum ersten (und einzigen) Open Air Pop-Festival Aachen, das zu dieser Zeit in Westdeutschland eine Besonderheit darstellte (das Love-and-Peace-Festival auf Fehmarn fand erst im September statt, nach Woodstock und Isle of Wight). Es traten nationale und internationale Größen auf, darunter: Deep Purple, Pink Floyd, Taste, If, Hardin & York, Livin´Blues, Champion Jack Dupree, T. Rex, Golden Earring, Kraftwerk, Caravan, Can, Kevin Ayres, Raw Material, Krokodil, Free, Mungo Jerry, Keef Hartley Band, Amon Düül II, The Spencer Davis Group, Quintessence und die Aachener Band Truss.

### Umbau 2005
Für die Weltreiterspiele 2006 wurde das Stadion modernisiert. Neben dem Neubau von drei Tribünen und einem Richterturm wurde das Stadion auch mit einer Flutlichtanlage ausgestattet, die auch Reitveranstaltungen am Abend und damit zur besten Sendezeit ermöglicht.
Insgesamt hat der Umbau mit 17 Millionen Euro etwas mehr gekostet als geplant. Zur Finanzierung haben das Bundesinnenministerium 2,1 Millionen und das Land Nordrhein-Westfalen 7,5 Millionen Euro beigetragen. Den restlichen Betrag hat der Aachen-Laurensberger Rennverein selbst aufgebracht. 
Im Rahmen der Eröffnungsfeier betonte der damalige Bundesinnenminister Otto Schily: „Damit hat Aachen das schönste und modernste Reitstadion der Welt. Dass die Baukosten um eine Million Euro überschritten wurden, ist eine lässliche Sünde. Der Bund wird sich bemühen, die entstanden Mehrkosten mit auszugleichen.“

## Umfeld
Zusammen mit der 2009 eröffneten Heimspielstätte Tivoli des Fußballclubs Alemannia Aachen und der 100’5 Arena bildet das CHIO-Gelände den Sportpark Soers. Der Sportpark befindet sich im Norden Aachens und ist über die B57 und die nah gelegene A4 gut mit dem Auto auch ohne Umweltzonen-Plakette zu erreichen.